# Kate Voegele
Kate Voegele est une chanteuse américaine, née le 8 décembre 1986 à Bay Village dans l'Ohio, aux États-Unis. Elle est également connue pour son rôle de Mia Catalano dans la série télévisée Les Frères Scott.

## Biographie
Fille d'un guitariste et auteur-compositeur, c'est à l'âge de 7 ans que Kate commence à s'intéresser à la musique, quand son père lui fait découvrir Michael Jackson. Quelques mois plus tard, elle écrit sa première chanson sur le furet qu'elle rêvait d'avoir. 
En première année de lycée, elle recommence à écrire des chansons et, après en avoir enregistré plusieurs sur une cassette, son père décide de les proposer à des maisons de disques. Sa démo tombe alors entre les mains d'un représentant de la Warner Bros. La jeune chanteuse se voit alors proposer un contrat chez la maison de disques Maverick Records. À 17 ans, elle sort un EP de cinq chansons The Other Side avec l'aide du producteur Michael Seifert. Par la suite, elle enchaine les premières parties d'artistes tels que Counting Crows et John Mayer. À 19 ans, elle sort son deuxième EP Louder than Words. Elle remporte dans la foulée, plusieurs récompenses pour ces chansons "Only Fooling Myself" et "I Won't Disagree". Kate a pour influences d'autres artistes tels que : Joni Mitchell, Patty Griffin, Shawn Colvin, Carole King, Carly Simon, James Taylor, Eric Clapton, Lisa Loeb, Lucinda Williams…
Alors qu'elle vient d'entrer à l'université de Miami dans l'Ohio pour faire des études d'art et de design, la maison de disques MySpace Records-Interscope Records la repère grâce à son compte MySpace et lui donne la chance de sortir son premier album. Don't Look Away sort en 2007, et Kate devient la première artiste à signer pour eux. Don't Look Away se classe rapidement 63e sur le Billboard 200, faisant 10 000 ventes la semaine de sa sortie. Elle arrête la fac et se lance dans une tournée.
Au cours de cette tournée Kate passe par hasard le casting pour le rôle d'une chanteuse dans la série Les Frères Scott et obtient le rôle de Mia Catalano. Elle y restera finalement 4 saisons au lieu des 2 épisodes pour lesquels elle auditionnait. Rapidement après l'obtention de ce rôle, elle publie deux singles, Only Fooling Myself et Hallelujah de Leonard Cohen, qui se classent tous deux très bien dans les classements aux États-Unis. Dans Les Frères Scott, les scénaristes lui donnent l'occasion d'interpréter bon nombre de ses titres de Don't Look Away et le producteur de la série, Mark Schwahn, décide même de produire son deuxième album, A Fine Mess, qui sort en 2009. Elle en sort un single "99 Times", qui devient son titre le plus diffusé en radio à ce jour.
Puis en 2011, année durant laquelle elle joue pour la dernière fois dans Les Frères Scott, Kate Voegele sort son 3e album, Gravity Happens. En 2014, elle sort un nouvel EP, The Wild Card. 
En août 2015, Kate part en tournée en Grande-Bretagne avec Tyler Hilton, son ancien partenaire dans Les Frères Scott. Un an plus tard, en mai 2016, les deux chanteurs repartent en tournée ensemble mais cette fois dans plusieurs grandes villes d'Europe. Le 4e album de Kate, Canyonlands, sort en octobre de la même année et un mois plus tard, elle reprend la route avec Tyler Hilton pour une vingtaine de dates aux États-Unis jusqu'en janvier 2017.
Le 29 septembre 2012, elle épouse Brett Hughes, un joueur professionnel de crosse également originaire de l'Ohio.
Elle a une petite sœur, Courtney.

## Filmographie

### Télévision
- Les Frères Scott : Mia Catalano (saisons 5, 6, 7 et 8)
- Life Unexpected : Mia Catalano (saison 2 - épisode 5)

## Discographie

### Singles
- Only Fooling Myself
- Kindly Unspoken
- No Good
- Wish You Were
- I Won't Disagree
- Facing Up
- Hallelujah (reprise du titre de Leonard Cohen) (2008)
- When You Wish Upon a Star (2008)
- Lift Me Up (Version Single) - 4:30
- You Can't Break a Broken Heart
- Manhattan From the Sky (2009)
- 99 Times (2009)
- Angel (2009)
- Lift Me Up (Version Album) (2009) - 4:35
- Heart in Chains (2011)

### EP
- The Other Side (2003)
- Louder than Words (2005)
- Live Session (2010)
- The Wild Card (2014)

### Albums
- 2007 : Don't Look Away
- 2008 : Don't Look Away 2 (réédition du premier en 2008)
- 2009 : A Fine Mess
- 2011 : Gravity Happens
- 2016 : Canyonlands

### Chansons entendues dans Les Frères Scott
- Kindly Unspoken, épisode 5x04
- No Good, épisodes 5x06 et 5x07
- I Won't Disagree, épisode 5x08
- It's Only Life, épisode 5x09
- Wish You Were, épisode 5x09
- Only Fooling Myself, épisode 5x10
- Hallelujah, épisode 5x17
- You Can't Break A Broken Heart, épisode 6x10
- Devil In Me, épisode 6x12
- Manhattan From the Sky, épisodes 6x14, 6x15 & 6x18
- Angel, épisode 6x20
- 99 Times, épisode 6x21 & épisode 6x23
- Lift Me Up, épisode 6x22
- Sweet Silver Lining, épisode 6x23
- Inside Out, épisode 6x24
- Heart in chains, épisode 8x22.